# Augusta Montaruli
Augusta Anita Laura Montaruli (nascida em 14 de setembro de 1983 em Turim) é advogada e política italiana.